# Stade de Kervéguen
Le stade de Kervéguen accueille les matchs à domicile de l'équipe de football bretonne du Stade plabennecois.
Inauguré en 1972, sa capacité actuelle est de 3 000 places, dont 850 places assises.

## Histoire

### Inauguration du stade
Construit en 1972, le stade de Kervéguen est inauguré la même année, remplaçant l'ancien terrain de Kergoff. Le match d'inauguration du stade opposa le Stade rennais au Stade brestois devant environ 5 000 spectateurs. À l'époque, le terrain est composé d'une petite tribune couverte et a une capacité de 5 000 places. Le complexe possède le terrain principal, un terrain annexe et des terrains de handball et de tennis. En 1982, une buvette est installée à côté de la tribune. En 1991, le stade accueille le 32ème de finale du Stade plabennecois, le stade se remplit et 4 955 spectateurs assistent à la défaite des finistériens.

### Construction de la nouvelle tribune
En 1994, la tribune, construite à l'origine, est détruite et est remplacée par une nouvelle tribune couverte de 488 places assises, la capacité est limitée à 2 500 places. Cette tribune construite au même endroit que l'ancienne comporte les vestiaires et des locaux. Au début des années 2000, 4 projecteurs sont installés car le stade ne possédait jusqu'à présent aucun éclairage.

### Rénovation du stade pour le National et Coupe de France
À la suite de la montée du Stade plabennecois en National, le stade doit être rénové pour respecter les normes pour le National. De nouveaux grillages sont installés et l'ancienne tribune Strasbourg du Stade Francis-Le Blé, d'une capacité de 362 places assises est démontée du Stade Francis-Le Blé et est réinstallée derrière un but. L'installation de cette tribune augmente la capacité à 3 000 places dont 850 places assises. C'est dans cette enceinte que le club a connu son plus beau parcours de coupe de France en 2010 en battant notamment l'OGC Nice, pour être éliminé finalement en huitièmes de finale. Trois ans plus tard, 2 900 spectateurs assistent à l'exploit des Plabennecois contre le Stade de Reims. Depuis 2013, le stade accueille de nombreux matchs de préparation d'équipes professionnelles durant l'inter-saison notamment Stade brestois contre l'EA Guingamp devant 2 850 spectateurs.

## Affluence et capacité

### Record d'affluence
| Rang | Spectateurs | Compétition          | Rencontre                                       | Date |
| ---- | ----------- | -------------------- | ----------------------------------------------- | ---- |
| 1    | 5 000       | Match d'inauguration | Stade rennais (D1) - Stade brestois (D2)        | 1972 |
| 2    | 4 955       | Coupe de France      | Stade plabennecois (DH) - Le Mans UC 72 (D2)    | 1991 |
| 3    | 3 000       | National             | Stade plabennecois (N) - EA Guingamp (N)        | 2011 |
| 4    | 2 900       | Coupe de France      | Stade plabennecois (CFA) - Stade de Reims (L1)  | 2013 |
| 5    | 2 850       | Match amical         | Stade brestois (L2) - EA Guingamp (L1)          | 2014 |
| 6    | 2 538       | Coupe de France      | Stade plabennecois (CFA) - US Concarneau (CFA2) | 2009 |
| 7    | 2 500       | Coupe de France      | Stade plabennecois (N) - OGC Nice (L1)          | 2010 |
| 8    | 2 500       | Match amical         | Stade brestois (L1) - FC Lorient (L2)           | 2019 |
| 9    | 2 050       | National             | Stade plabennecois (N) - FC Gueugnon (N)        | 2010 |
| 10   | 1 587       | National             | Stade plabennecois (N) - AS Cannes (N)          | 2010 |

## Tribunes

### Tribune principale
Construite en 1994, cette tribune remplace l'ancienne tribune du stade, construite en 1972. Cette tribune comporte les vestiaires, 488 places assises, un toit pour protéger les spectateurs ainsi que des locaux et une cabine pour les commentateurs.

### Tribune latérale (ex:Tribune "Strasbourg")
Installé en 2004, au Stade Francis-Le Blé, à la suite de la montée du SB29 en Ligue 2. La tribune "Strasbourg" est démontée et transférée à Kervéguen en 2010 lors de la rénovation du stade pour le National. D'une capacité de 362 places assises, elle est couverte et positionnée derrière l'un des deux buts.